# Grottes d'Éléphanta
Les grottes d'Éléphanta (marathi : घारापुरीच्या लेण्या) sont un groupe de temples excavés dans une falaise et conservant un ensemble monumental de sculptures. Elles sont situées sur l'île d'Éléphanta, une île de la mer d'Arabie, à 11 km. au large de Bombay, en Inde. Le site est inscrit au patrimoine mondial depuis 1987 sous le nom de « grottes d'Elephanta » (sans accents).

## Histoire
Les grottes d'Elephanta ont été creusées, probablement, au début du VIe siècle. La question des commanditaires est débattue. Il semblerait que l'ensemble aurait été fondé sous le patronage des Maurya ; non ceux de l'Empire Maurya disparu en 185 avant l'ère commune, mais une autre famille dont la capitale se trouvait, précisément, sur l'île de « Puri », selon les textes, identifiée à Elephanta. Les Kalacuri auraient imposé leur suzeraineté à ces Maurya. Le temple est dédié à Shiva. Il est tourné vers la mer. Depuis l'entrée la caverne principale s'enfonce de 39 m. dans la falaise de basalte. La caverne principale (grotte n°1) est de plan cruciforme, le bras principal est ouvert au Nord-nord-est. Les bras latéraux s'ouvrent sur des cours qui conduisent à des cavernes annexes. Ces cavernes secondaires contiennent, à l'Ouest, deux sculptures et un réservoir d'eau, à l'Est, un autel. Les grottes n° 2 et 3 sont vides.
C'est peut-être le plus ancien monument shivaïte à avoir gardé l'intégralité de son iconographie, malgré certaines parties endommagées du fait de la conquête portugaise.

## Grotte principale
La grotte principale, appelée aussi grotte de Shiva, est un hall à piliers (mandapa) d'un quarantaine de mètres de côté. Elle contient le garbha-griha, et l'autel du linga. Elle a été creusée directement dans le rocher. Toutes les scènes sont en haut relief colossal, taillées dans la roche-mère en basalte. Toutes les grottes ont également été peintes à l'origine, mais actuellement il n'en reste que des traces.

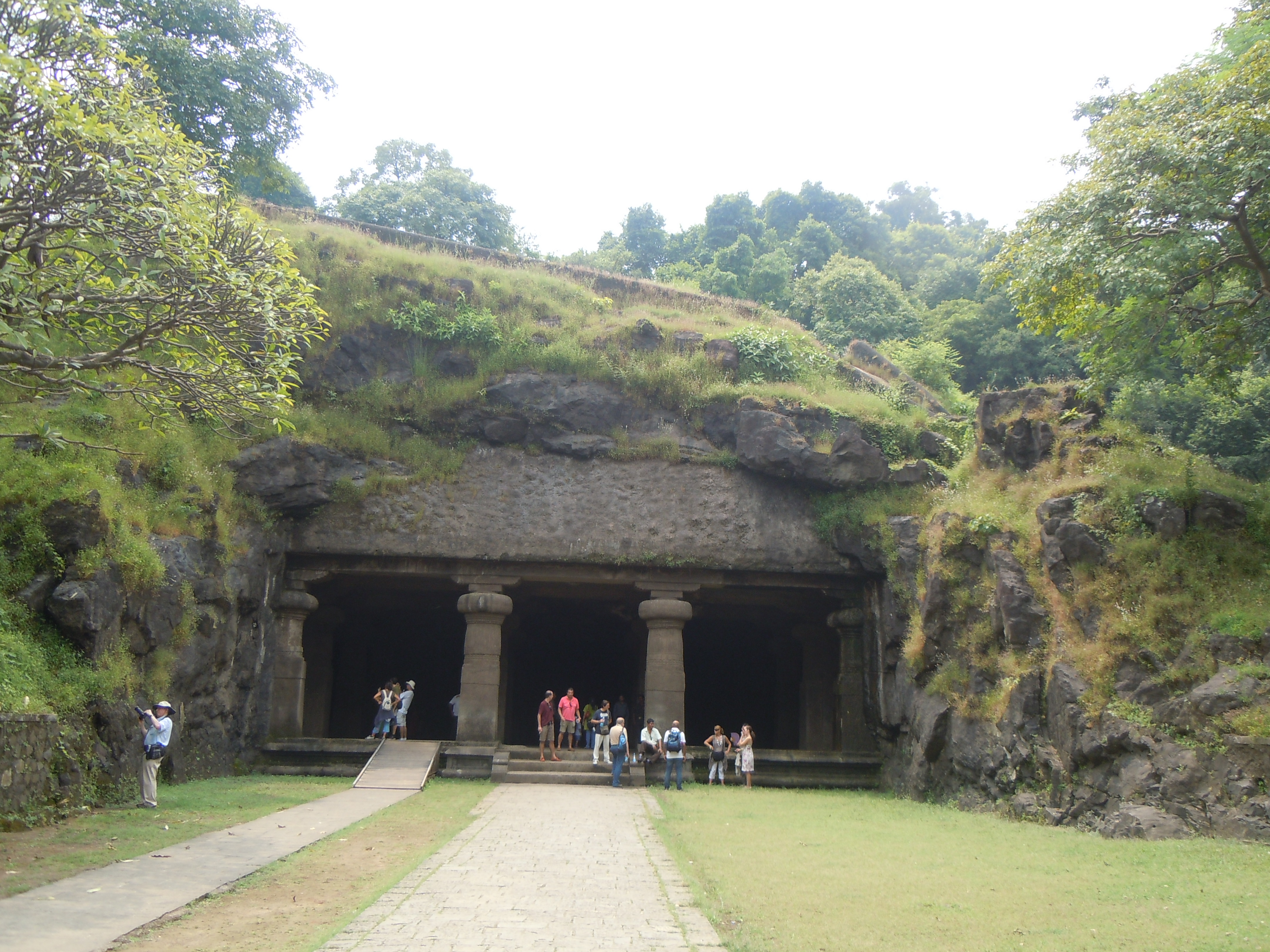
Entrée nord de la grotte principale
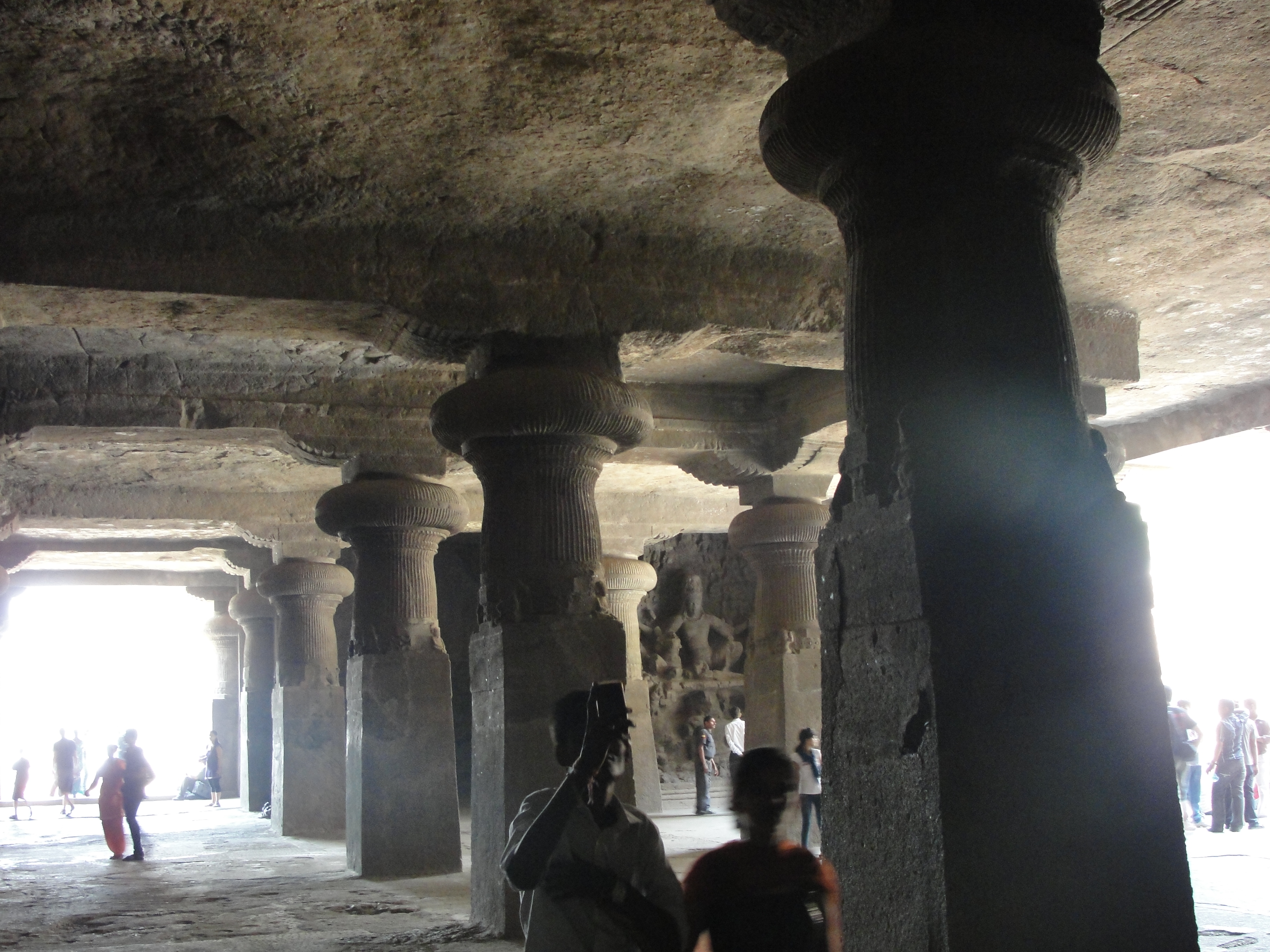
Piliers du temple. Au fond à droite: Shiva au Mont Kailash
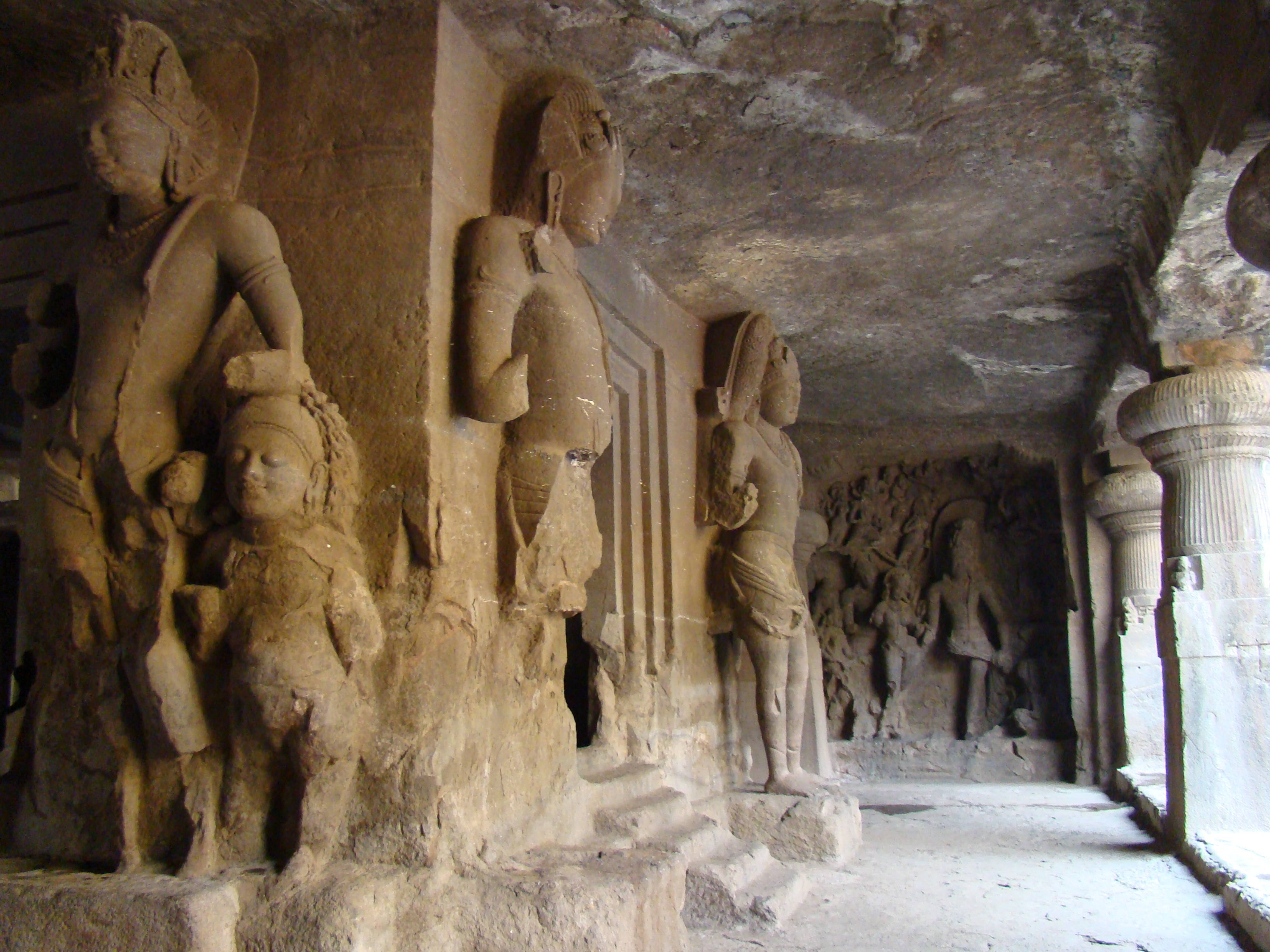
J. Gardiens du garbha-griha, lieu du linga. Vue depuis D
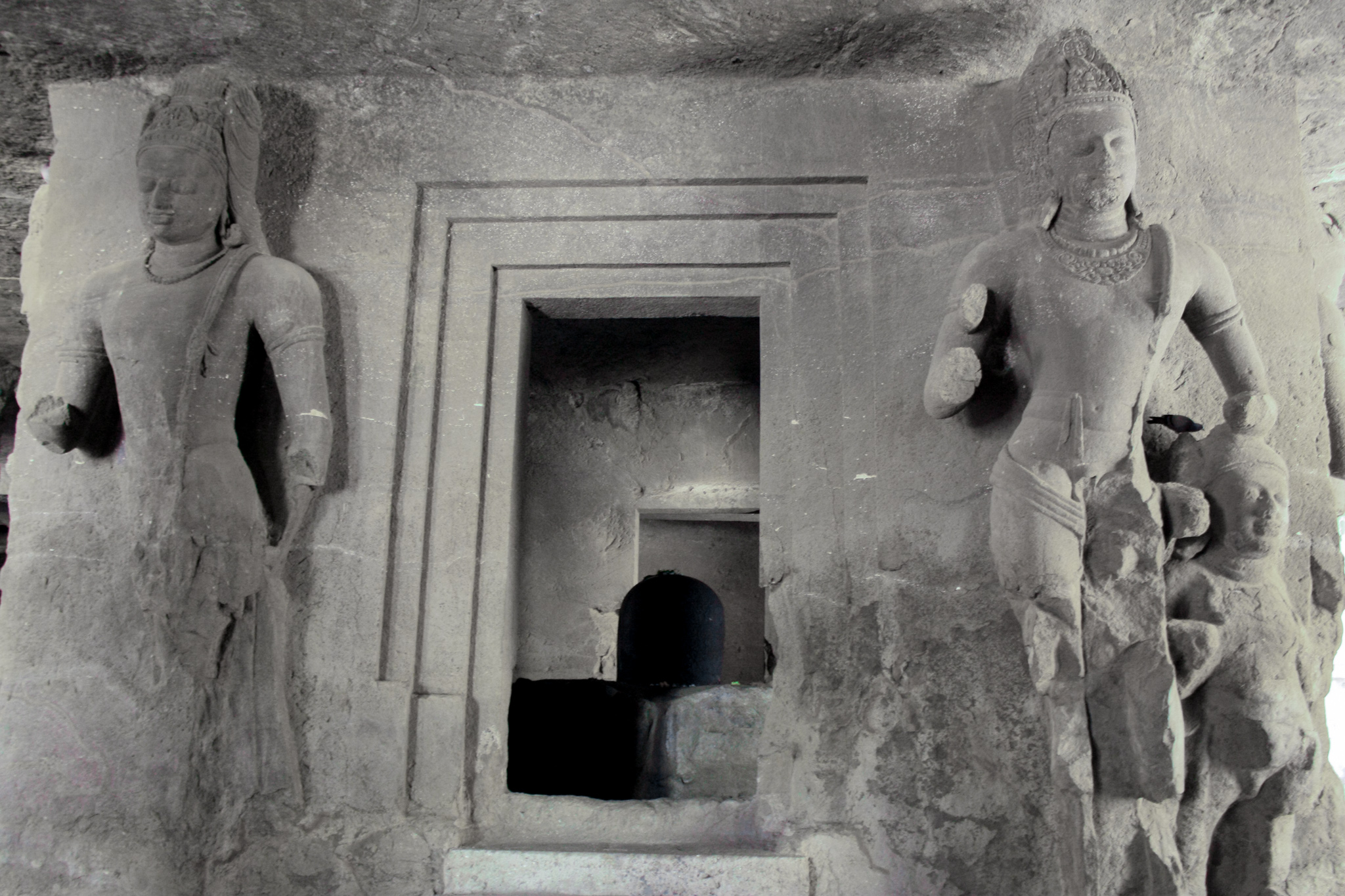
J. Gardiens du garbha-griha, et autel du linga

## Plan de la grotte

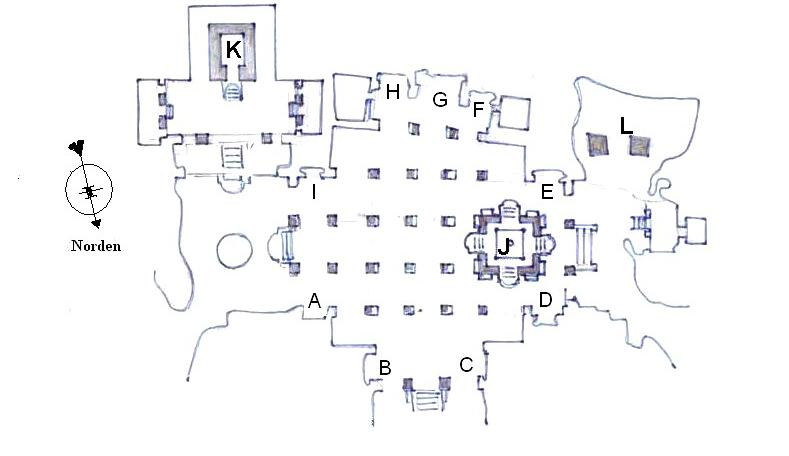
Plan du temple excavé d'Elephanta. VIe siècle.

Légende du plan : A. Shiva au Mont Kailash ; B. Shiva Lakulisha, yogin ; C. Shiva Nataraja, dansant ; D. victoire de Shiva sur Andhaka ; E. le mariage de Shiva ; F. Shiva Gangadhara, la descente du Gange ; G. Mahadeva Trimurti « Shiva sous trois de ses cinq aspects » ; H. Shiva Ardhanari « à demi féminin » ; I. Shiva et un démon, Andhaka ou Ravana (le jeu de dé) ; J et K autel du Shiva Linga ; L. réservoir d'eau.

## Détail des statues

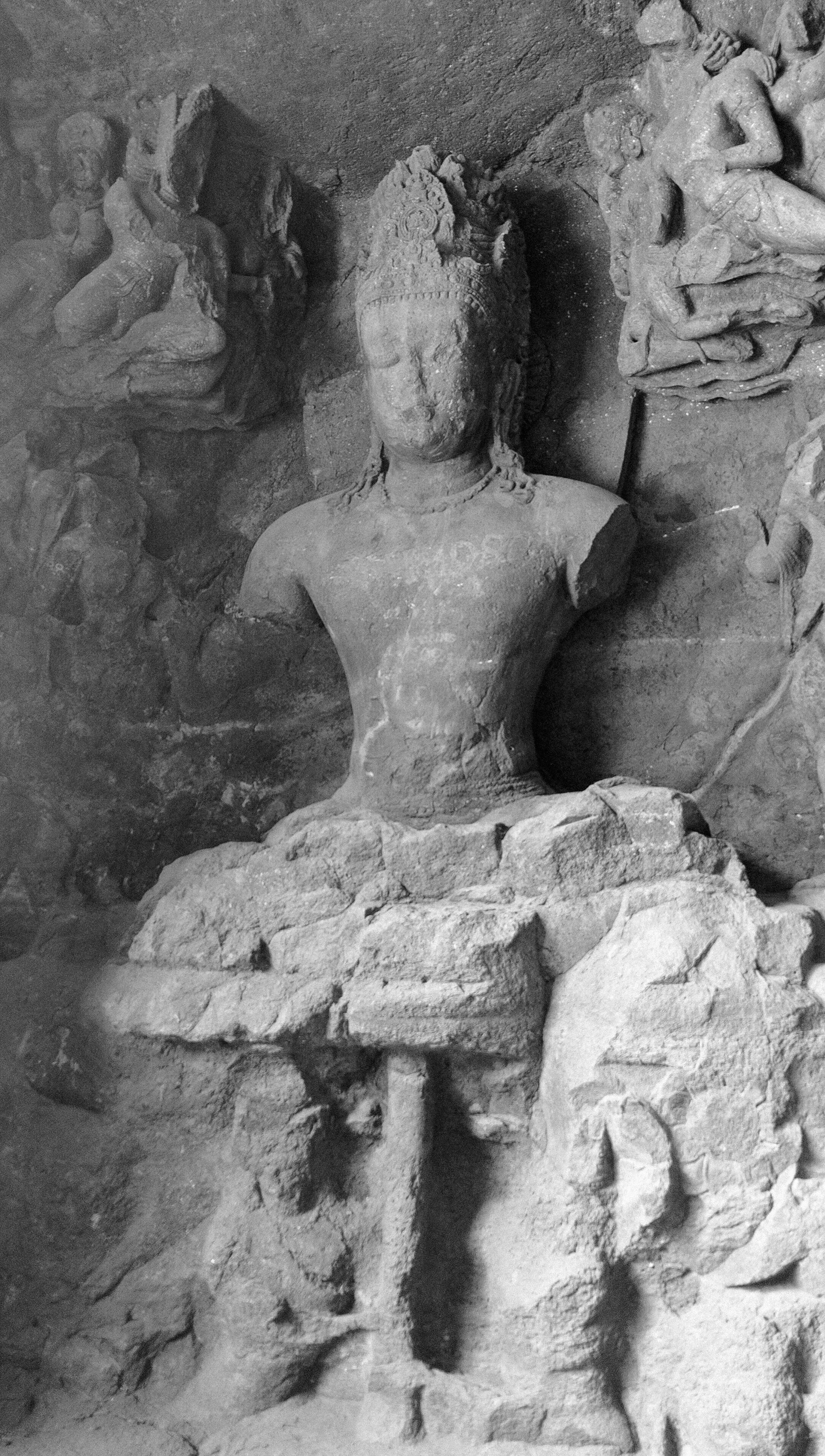
B. Shiva Lakulisha, yogin
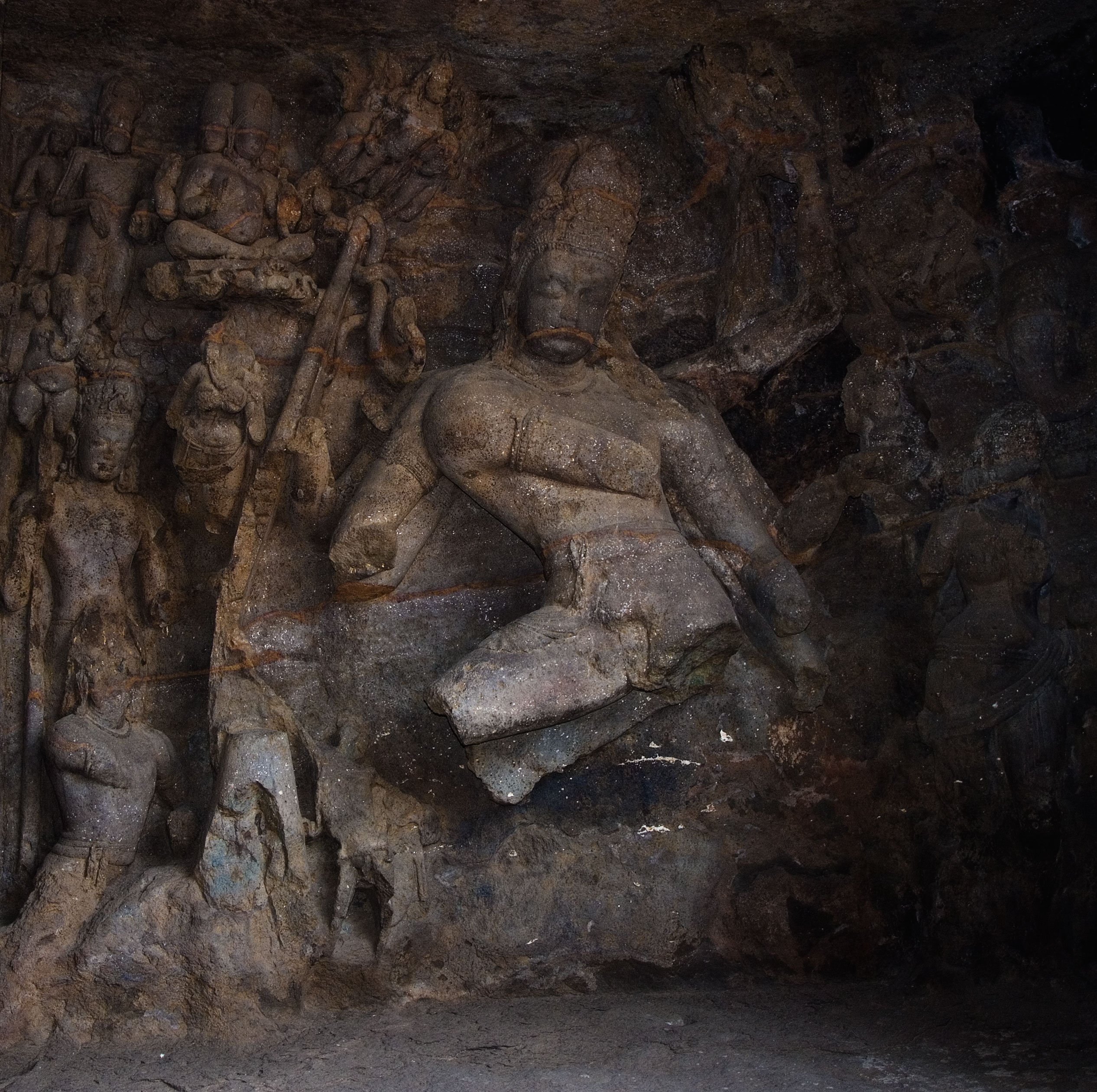
C. Shiva dansant, Nataraja
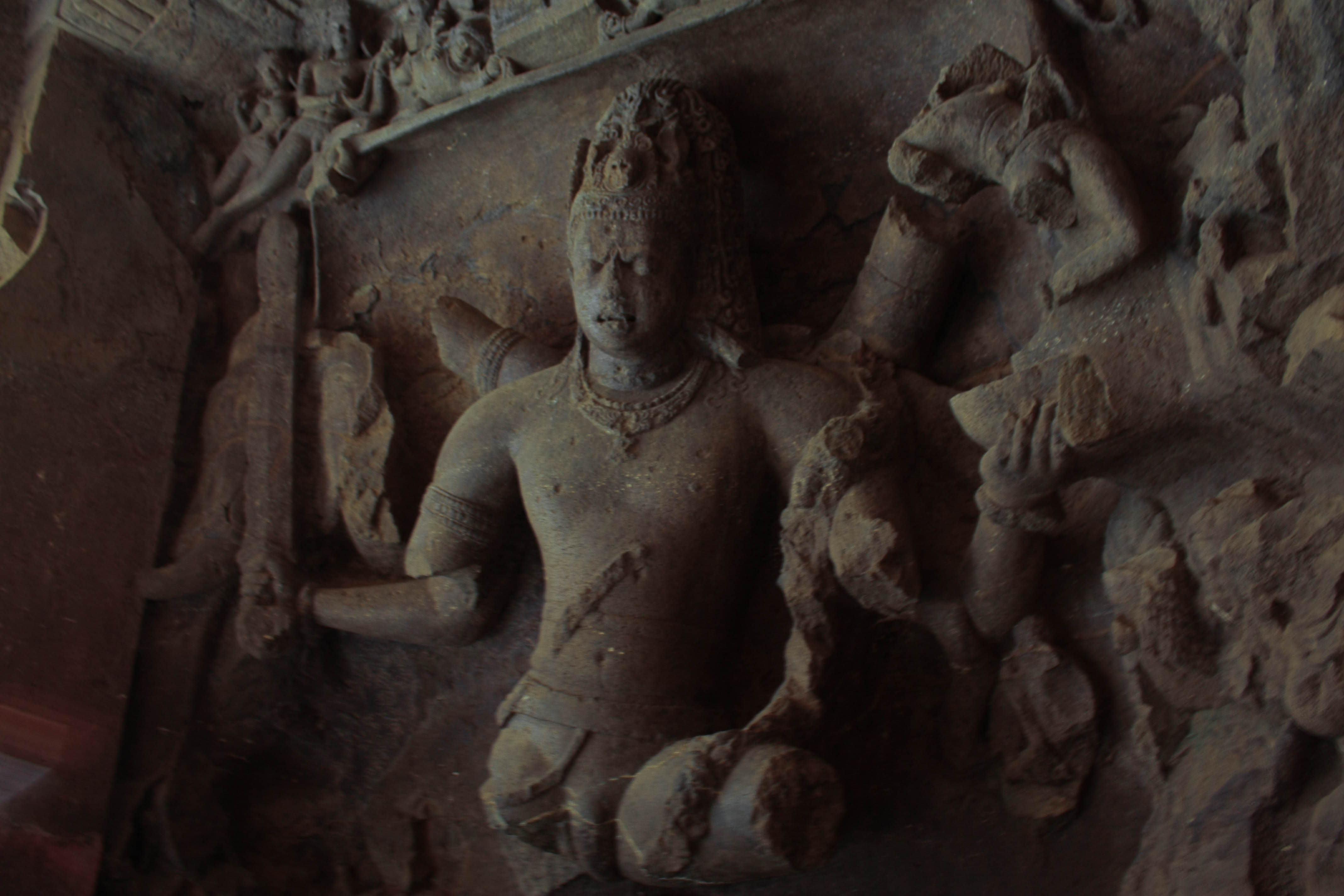
D. Victoire de Shiva Bhairava (Shiva le Destructeur) sur Andhaka
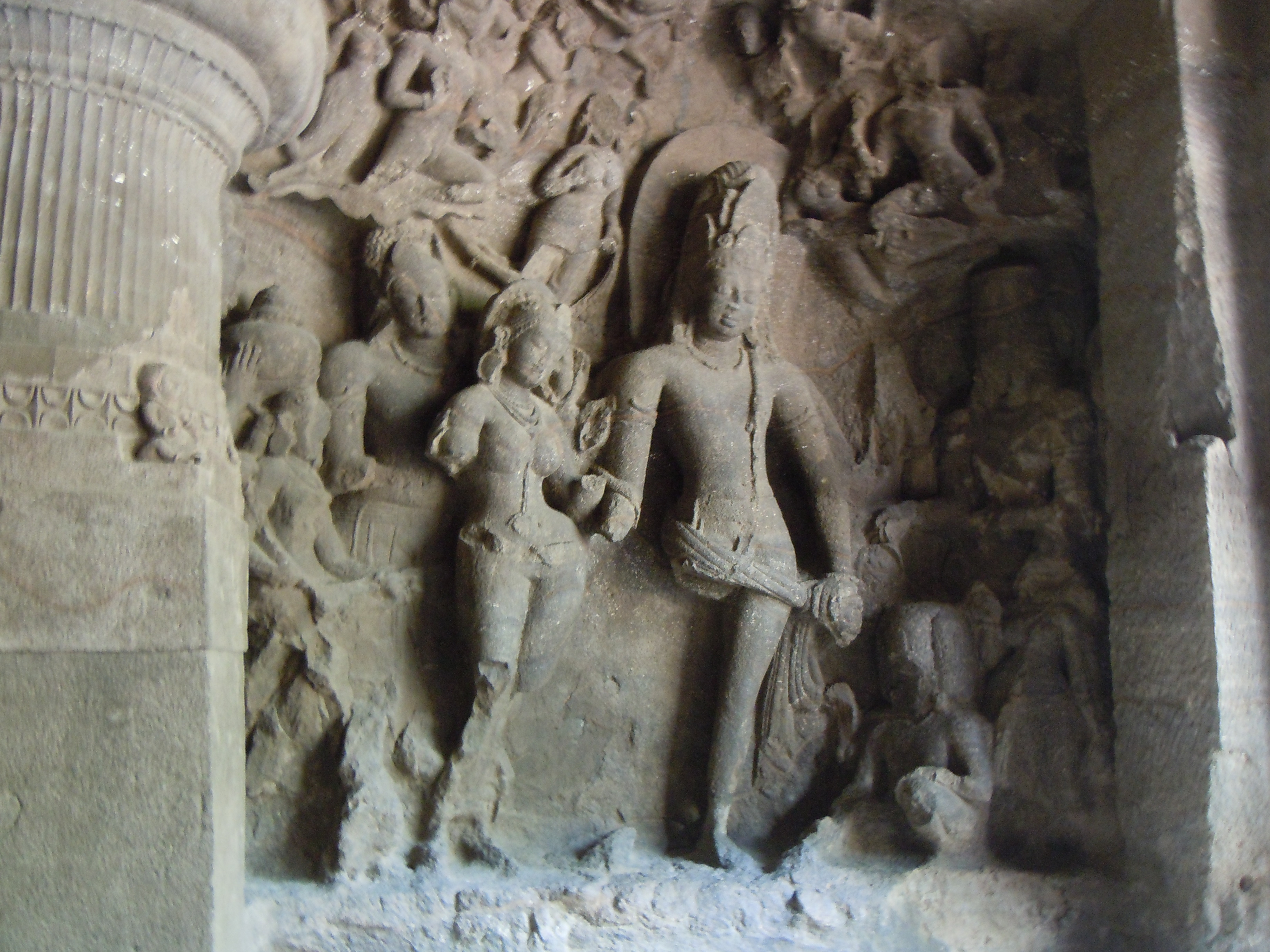
E. Mariage de Shiva et Parvati.
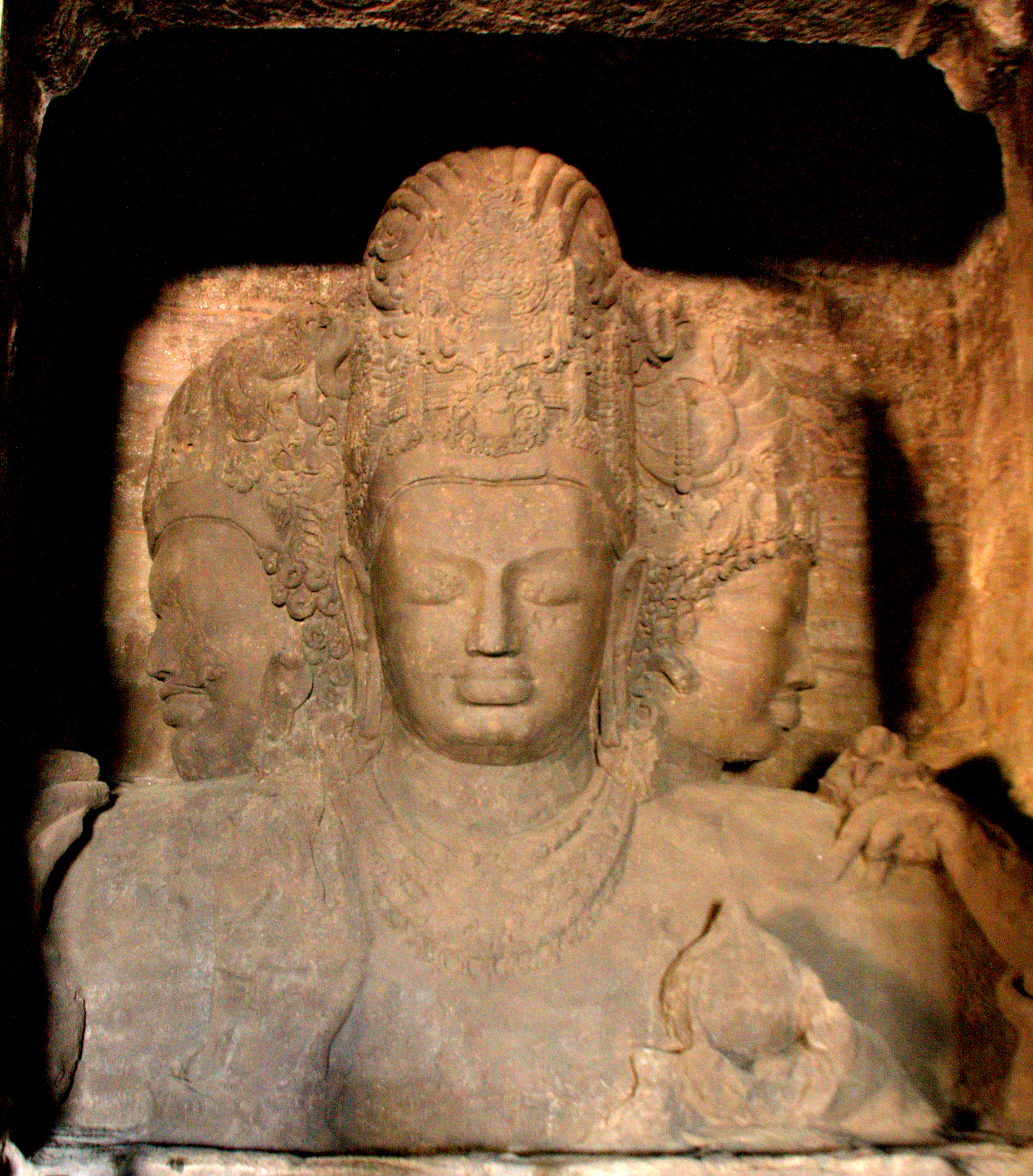
G. Mahadeva Trimurti, « Shiva sous trois de ses cinq aspects »
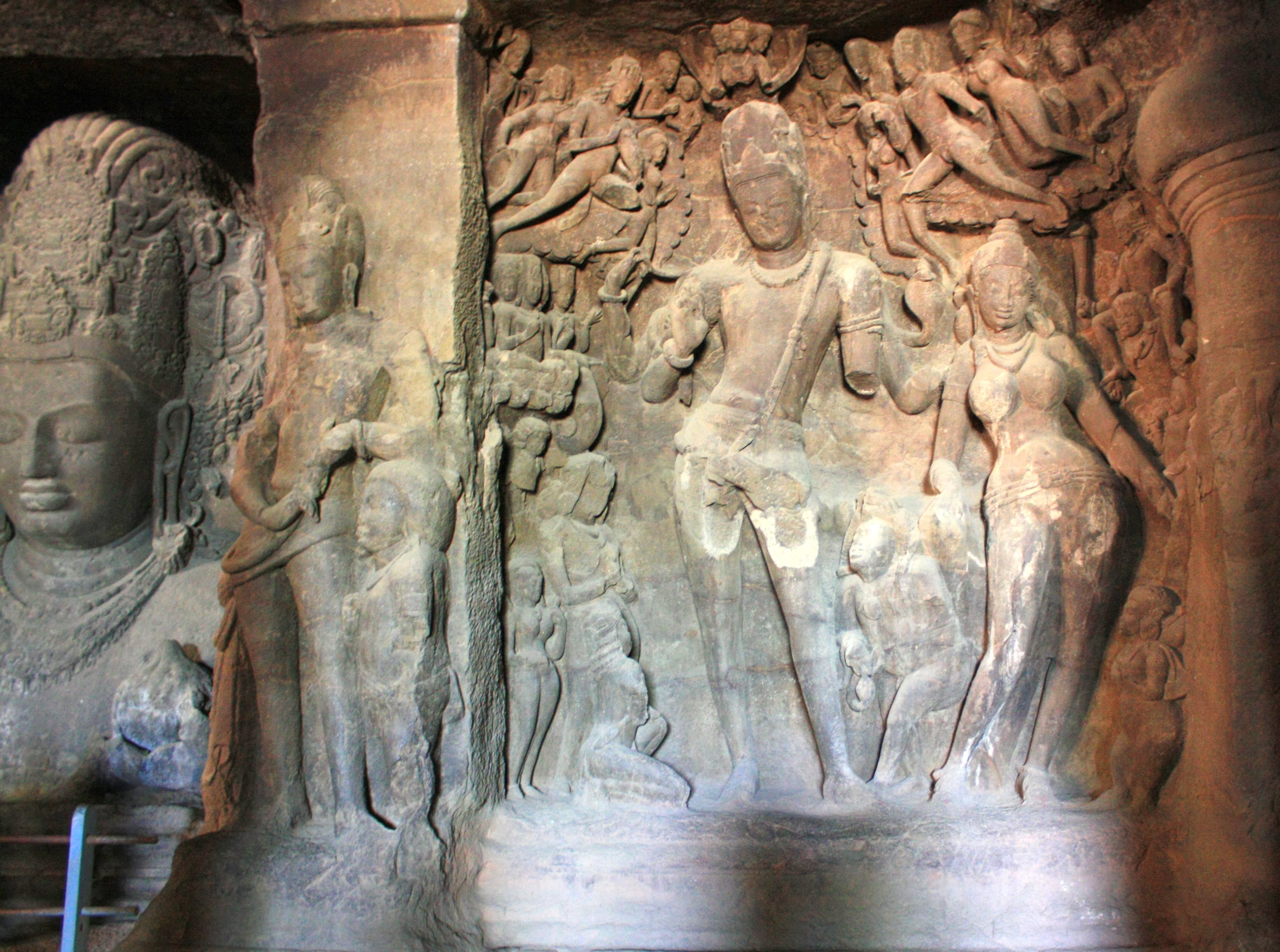
F. Shiva et Pārvatī : la descente du Gange. À g. un gardien et Trimurti
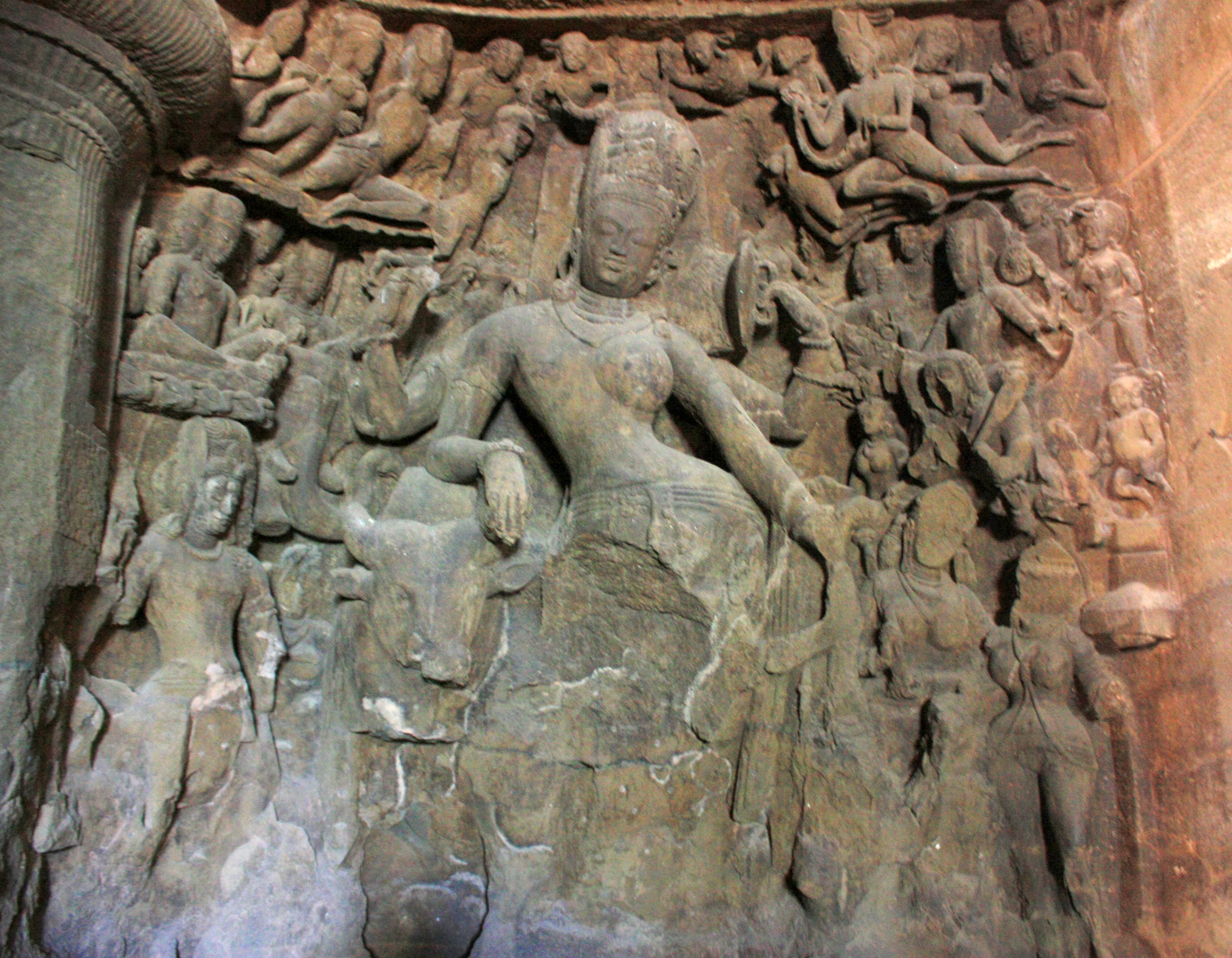
H. Shiva Ardhanari, androgyne, la double nature (homme et femme) de Shiva.

## Autres grottes
Les autres grottes ne contiennent que des sculptures très abîmées.

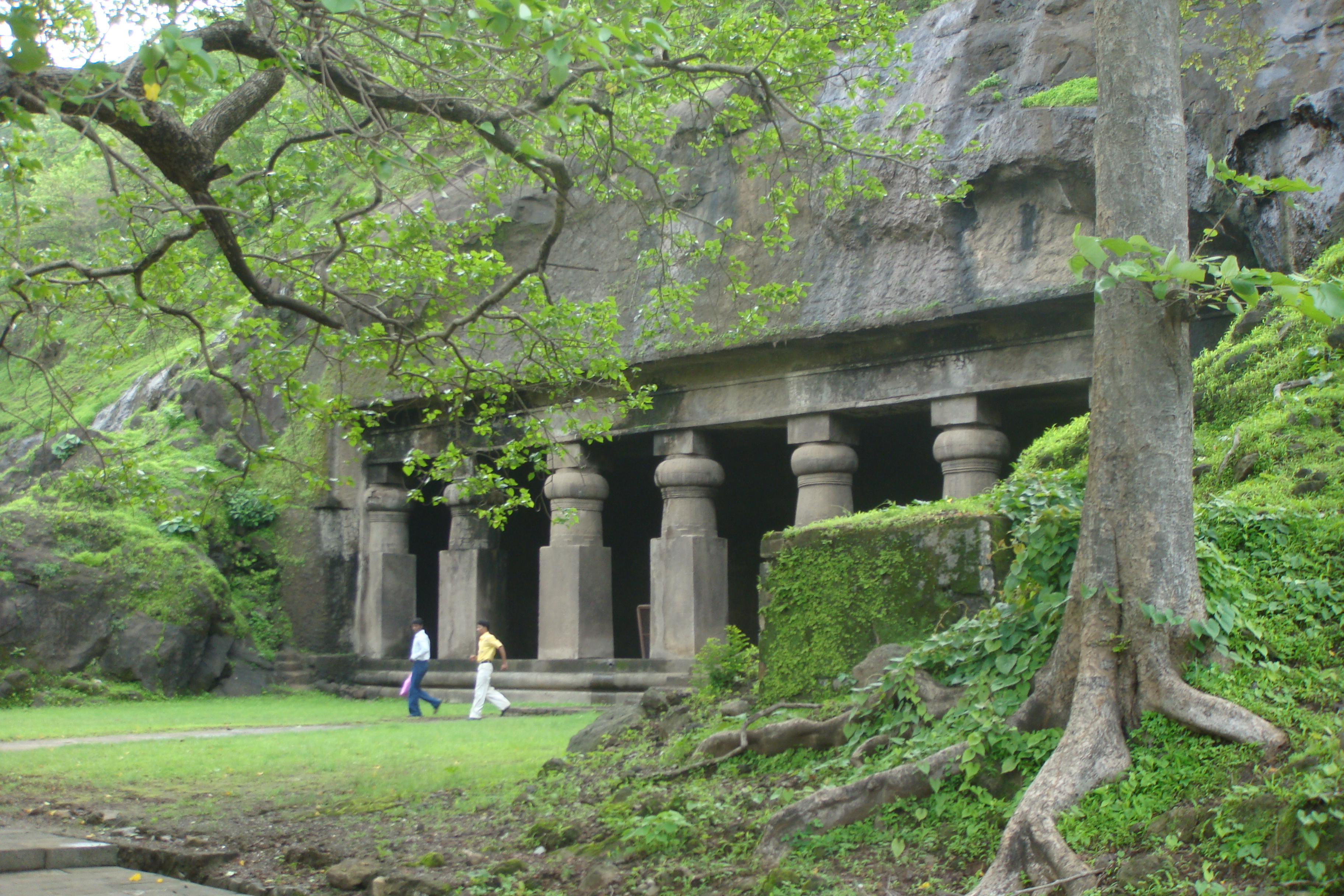
Grotte no 3
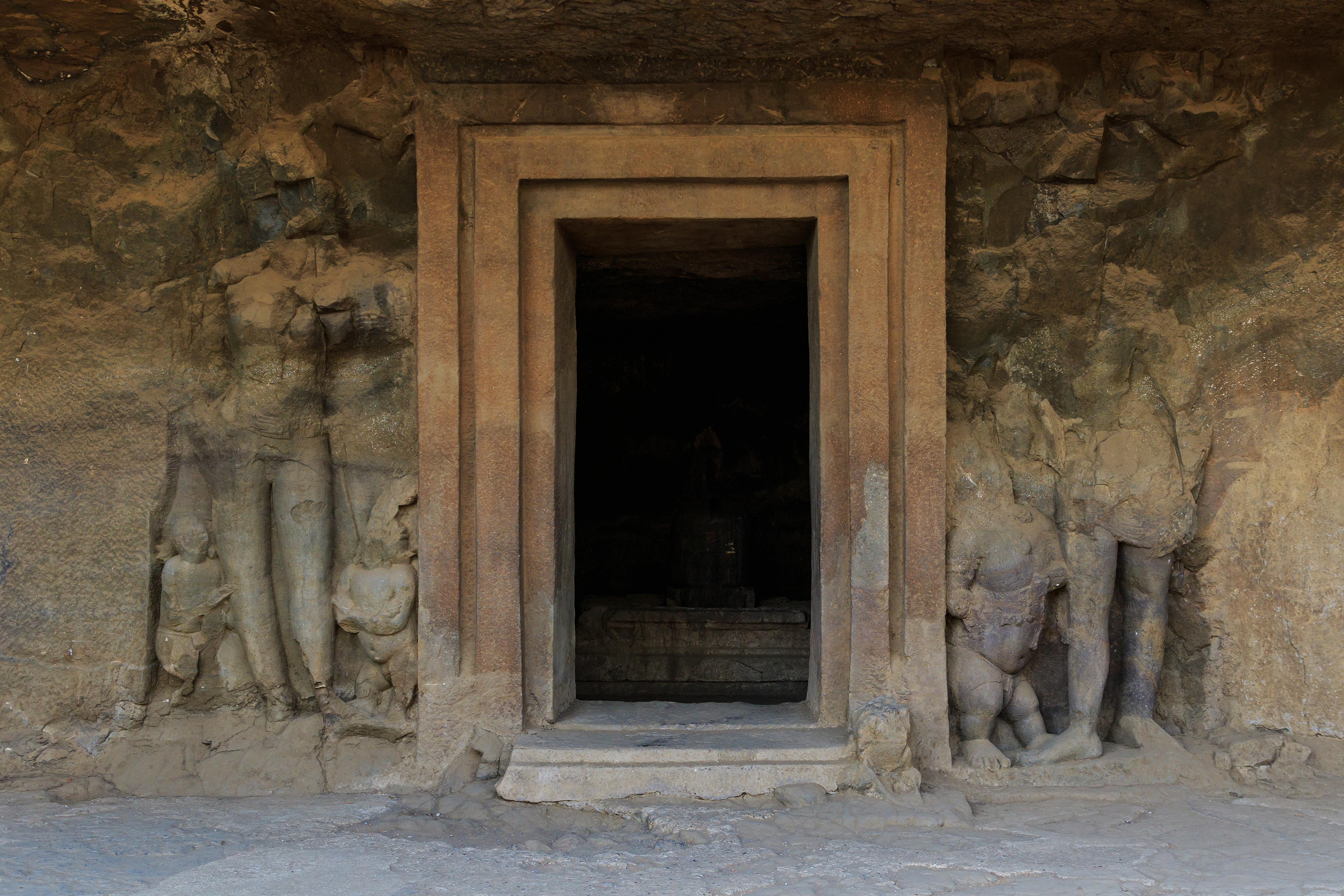
Grotte no 4